# Лінгвокультурологія
Лінгвокультурологія — це галузь мовознавства, яка вивчає відносини між мовою та культурними концептами (Sharifian, 2011). Культурна лінгвістика прискорює теоретичний та аналітичний прогрес як когнітивістики (включаючи вивчення складних систем та процесів розподілу пізнавальної здатності), так і антропології. Культурна лінгвістика досліджує, як різні мови за допомогою своїх особливостей відображають культурні концепти, включаючи культурні моделі, культурні категорії та культурні метафори. У межах культурної лінгвістики мова сприймається як щось укорінене на груповому, культурному рівні пізнання. Підходи культурної лінгвістики вже застосовують у деяких галузях прикладної лінгвістики, зокрема у міжкультурної комунікації, засвоєнні другої мови та контактної варіантології англійської мови.
Контрастивна лінгвістика стає лінгвокультурологією, із того моменту, коли контрастивісти почали використовувати когнітивну парадигму. М. Кочерган, зауважує, що «зміна структурної парадигми на сучасну когнітивну пожвавила контрастивні дослідження, внесла в них нові аспекти». Зміна парадигми контрастивною лінгвістикою (тією чи іншою мірою різними мовознавцями) призвела до розширення сфери зацікавлень, що своєю чергою викликало необхідність змінити й назву лінгвістичного напрямку на лінгвокультурологію (використовуються також назви — етнолінгвістика, лінгвістична концептологія). Контрастивна лінгвістика вийшла на якісно новий рівень. Однак, використовувані лінгвокультурологічні терміни ще не утворюють систему, не усталеним є їх розуміння. Застосовувані підходи «лінгвокультурологічного» аналізу лише формуються, однак спостерігається тенденція до поєднання різноманітних лінгвістичних парадигм, що не може не призводити до термінологічних проблем.

## Визначення
Загальноприйнятим є визначення лінгвокультурологічного дослідження як вивчення мови у нерозривному зв'язку з культурою.

### Гіпотеза Сепіра— Ворфа
Лінгвокультурологія є «цілісним теоретико-описовим дослідженням об'єктів як системи культурних цінностей, що функціонує, відображених у мові, контрастивний аналіз лінгвокультурологічних сфер різних мов (народів) на підставі теорії лінгвістичної відносності»
Основним об'єктом лінгвокультурології автор називає «взаємозв'язок та взаємодія культури та мови у процесі його функціонування та вивчення інтерпретації цієї взаємодії в єдиній системній цілісності», а предметом даної дисципліни є «національні форми буття суспільства, що відтворюються в системі мовної комунікації та засновані на його культурних цінностях», — все, що складає «мовну картину світу».
Вивчення лінгвокультурологічних об'єктів пропонується проводити за допомогою системного методу, що полягає в єдності семантики, сигматики, синтактики та прагматики та дозволяє отримати «цілісне уявлення про них як одиниці, в яких діалектично пов'язані власне мовний та позамовний зміст».

## Завдання лінгвокультурології
В. Маслова визначає суть науки та її завдання так:
Лінгвокультурологія — це наука, що виникла на перетині лінгвістики та культурології, і яка досліджує вияви культури народу, відображені та закріплені у мові. <…> Завдання лінгвокультурології — експлікувати культурну значущість мовної одиниці (тобто «культурні знання») на основі зіставлення прототипної ситуації фразеологізму чи іншої мовної одиниці, його символьного прочитання з тими «кодами» культури, які відомі чи можуть бути запропоновані носію мови лінгвістом.
В. Шаклеїн вбачає завдання лінгвокультурології «у розгляді феноменів мови та культури, які зумовлюють один одного, що передбачає перш за все багатоаспектність проблематики лінгвокультурології, можливість різних системних підходів до розв'язання лінгвістичних питань». Такий підхід до визначення завдань лінгвокультурології узгоджується з основним завданнями когнітивної лінгвістики. Хоча необхідно визнати, що на формування останньої мали вплив ідеї В. Гумбольдта, гіпотеза Сепіра — Уорфа, праці Олександра Потебні тощо. Пишучи про співвідношення між мовою та культурою, Клод Леві-Строс висловив «робочу гіпотезу»: «…між певними аспектами й на певних рівнях можна виявити деякі співвідношення, …якраз і йдеться про те, щоб визначити, які ж це аспекти й де знаходяться ці рівні».